# Tony Gwynn
Anthony Keith Gwynn , Sr., soprannominato "Mr. Padre, detto Tony (Los Angeles, 9 maggio 1960 – Poway, 16 giugno 2014), è stato un giocatore di baseball statunitense che ha giocato nel ruolo di esterno per tutta la carriera con i San Diego Padres della Major League Baseball (MLB). È stato introdotto nella National Baseball Hall of Fame nel 2007 al suo primo anno di eleggibilità.

## Carriera
Gwynn, un battitore mancino, guidò la National League (NL) in media battuta per un numero record (condiviso) di otto volte ed è considerato uno dei migliori battitori di contatto nella storia del baseball. In carriera batté con una media di. 338, senza scendere mai sotto il. 309. Fu convocato per 15 All-Star Game, venendo premiato per le sue abilità in attacco con 7 Silver Slugger Award e in difesa con 5 Guanti d'oro. Fu uno dei rari giocatori della sua epoca a trascorrere l'intera carriera con una singola squadra e disputò le uniche due apparizioni alle World Series della storia di San Diego.

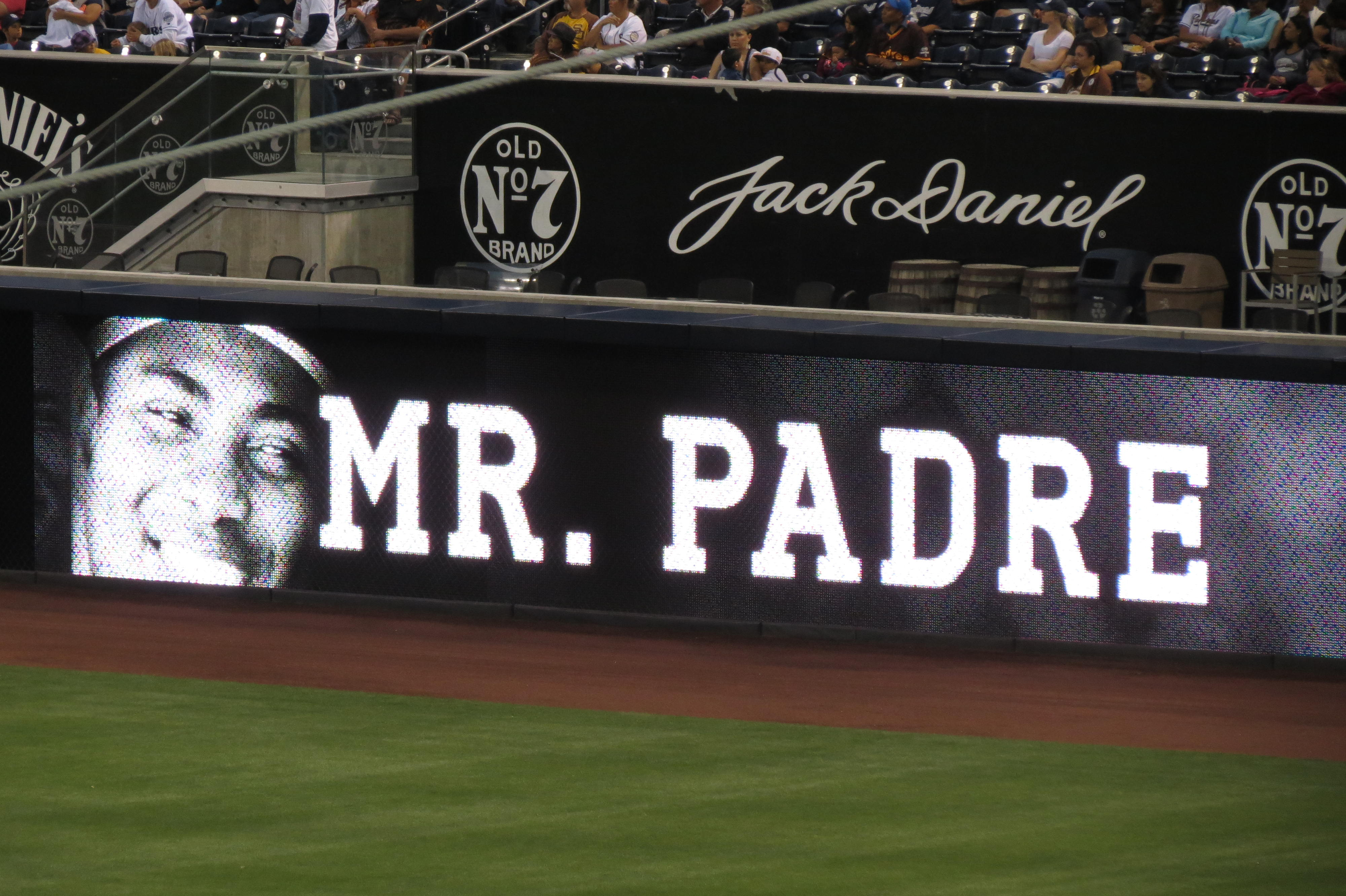
Il soprannome di Gwynn fu "Mr. Padre"

Gwynn fu scelto dai Padres nel terzo giro del Draft MLB 1981 come 58º assoluto. Debuttò nelle major l'anno successivo e conquistò il primo titolo di miglior battitore nel 1984, quando San Diego di qualificò per le sue prime World Series. Un difensore sotto la media al college, ebbe successo invece tra i professionisti, vincendo il primo Guanto d'oro nel 1986. L'anno seguente vinse il primo di tre titoli di miglior battitore consecutivi. A partire dal 1990, per quattro stagioni fu afflitto da problemi fisici, in particolare al ginocchio destro. Si riprese tuttavia vincendo altri quattro titoli consecutivi alla battuta a partire dal 1994, quando colpì con la migliore media in carriera, .394, nella stagione accorciata per sciopero. Gwynn disputò le sue seconde World Series nel 1998, prima di raggiungere la baseball numero 3.000 in carriera l'anno seguente. Giocò per altre due stagioni in cui però fu rallentato dagli infortuni, chiudendo la carriera dopo il 2001 con 3.141 valide in carriera.
Un battitore di contatto, Gwynn eccelleva nel colpire la palla in campo opposto. Dopo un incontro con l'Hall of Famer Ted Williams nel 1992, Gwynn iniziò a sfruttare la battuta in tutto in campo. All'inizio della carriera era anche un corridore rapido, con la tendenza a rubare diverse basi. Largamente considerato il miglior giocatore nella storia della Padres, Gwynn accettò regolarmente degli stipendi inferiori per rimanere in una squadra che si trovava in un piccolo mercato. Dopo il suo ritiro, i Padres ritirarono il suo numero 19 nel 2004. Gwynn morì di cancro alla ghiandola salivare nel 2014 all'età di 54 anni. Nel 1999, The Sporting News lo inserì al 49º posto nella classifica dei migliori cento giocatori di tutti i tempi.

## Palmarès
- MLB All-Star: 15

1984–1987, 1989–1999
- Guanti d'oro: 5

1986–1987, 1989–1991
- Silver Slugger Award: 7

1984, 1986–1987, 1989, 1994–1995, 1997
- Miglior battitore della National League: 8

1984, 1987–1989, 1994–1997
- Numero 19 ritirato dai San Diego Padres
- San Diego Padres Hall of Fame
- Club delle 3.000 valide